# Ladestreifen

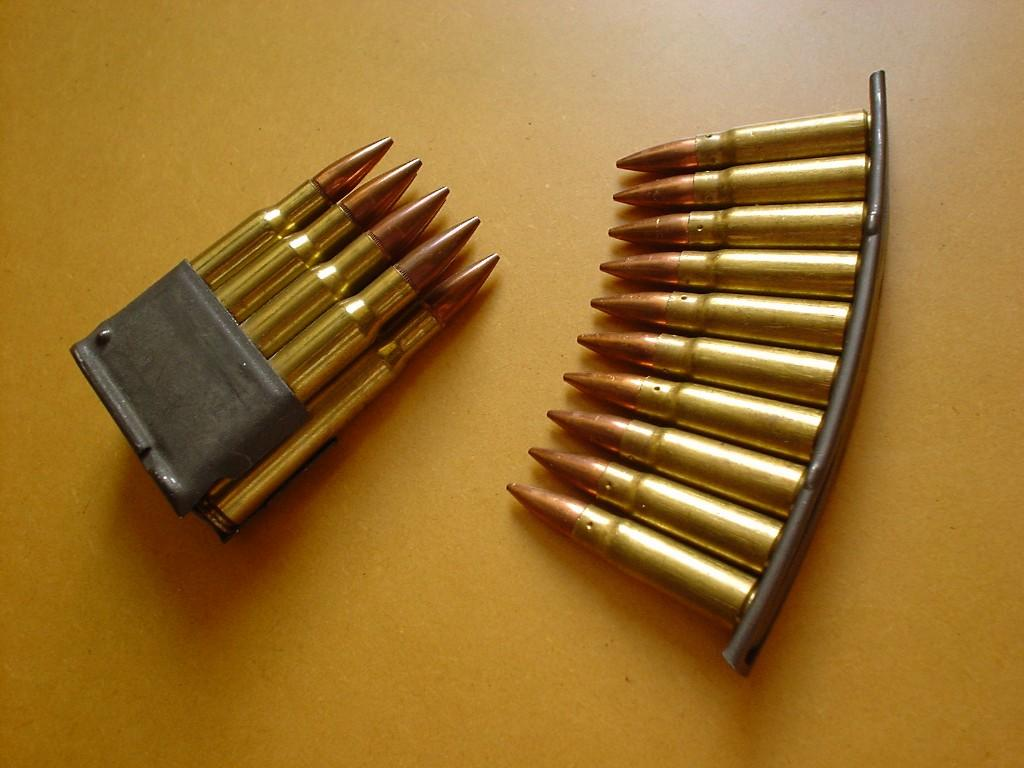
Die zwei Grundtypen: Mannlicher-Laderahmen (M1 Garand;, links), Mauser-Ladestreifen (Simonow SKS-45; rechts)

Ladestreifen dienen zum schnellen Befüllen von Gewehr- und Pistolen-Magazinen mit Patronen. Der technisch eng verwandte Laderahmen wird dagegen direkt mit den darin enthaltenen Patronen in den Magazinschacht der Waffe eingesetzt.

## Aufbau
Ein Ladestreifen ist ein Blechstreifen mit seitlich umgebogenen Wangen. Die Patronen werden mit ihrer Auszieherrille in den Ladestreifen eingeschoben. Damit die Patronen nicht durch ihr Gewicht aus dem Ladestreifen rutschen, ist auf der Innenseite des Streifens (der dem Hülsenboden zugewandten Seite) ein Federblech angebracht, das die Patronen gegen die Haltewangen drückt.

## Typen und Funktionsweise

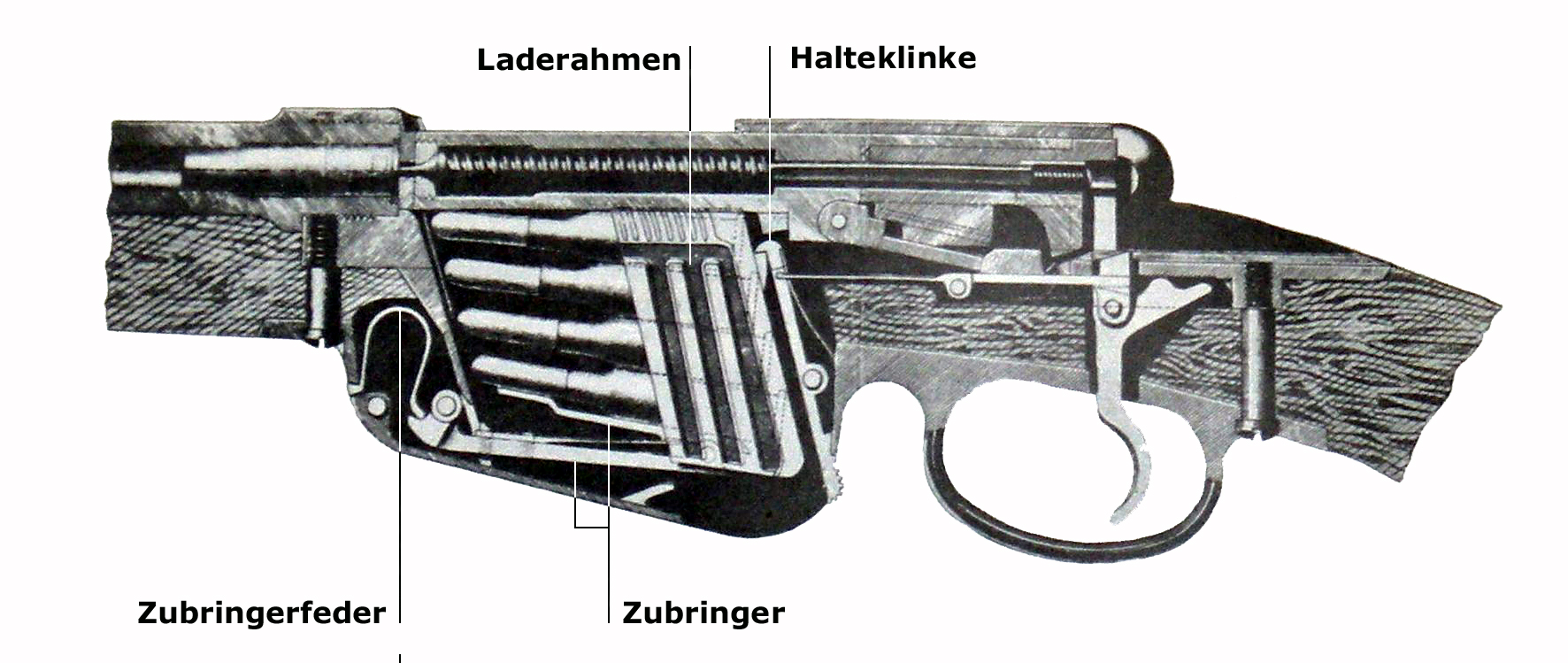
Mannlicher-Laderahmen

Grundsätzlich unterscheidet man zwei verschiedene Ladestreifentypen, die auf Englisch „stripper clips“ und „en-bloc clips“ genannt werden. Nach ihren Entwicklern ist auch die Unterscheidung in „Mauser-Ladestreifen“ und „Mannlicher-Laderahmen“ üblich. Sie wurden erstmals für Repetiergewehre mit festem Kastenmagazin entwickelt, die im Abstand von wenigen Jahren durch Peter-Paul Mauser und Ferdinand Mannlicher entwickelten Typen wurden später für andere Waffenentwürfe aufgegriffen.

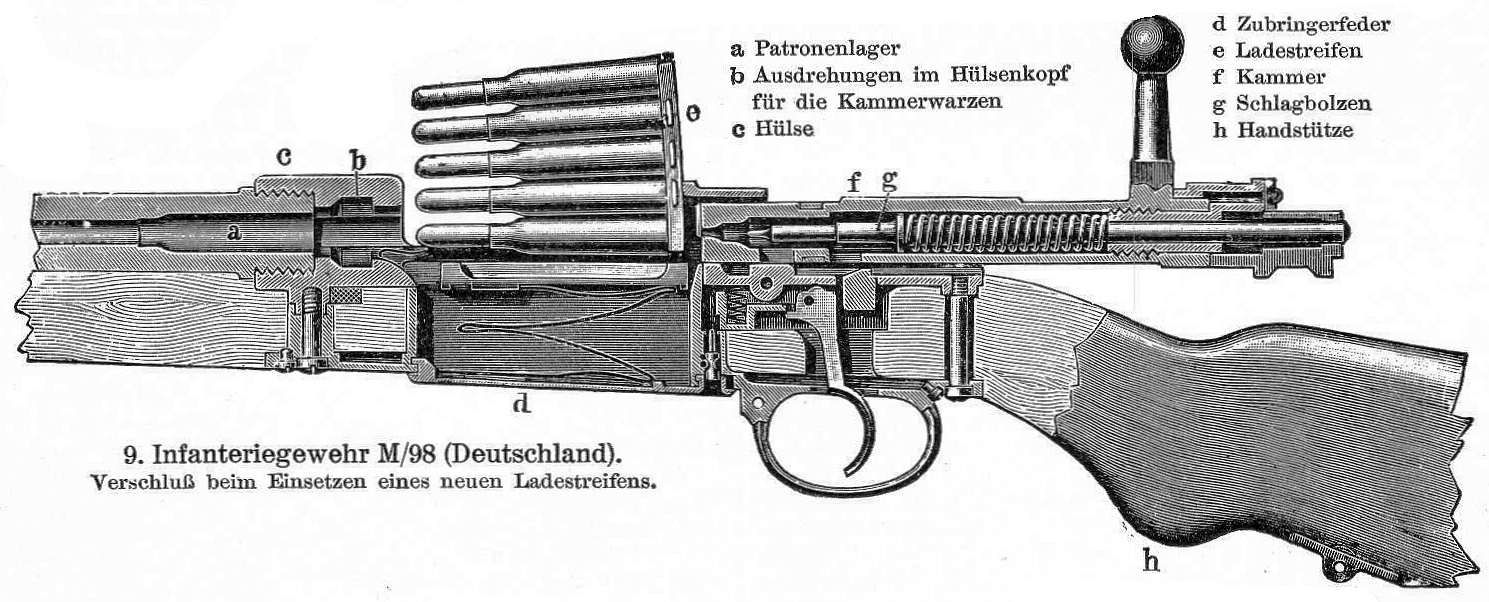
Mauser-Ladestreifen

Mauser-Ladestreifen bzw. stripper clipssind im eigentlichen Sinne nur Zubehör, die das Laden des Magazins der Waffe lediglich vereinfachen und beschleunigen, (in den allermeisten Fällen) jedoch nicht zwingend dafür notwendig sind. Der befüllte Ladestreifen wird an die dafür vorgesehenen Schlitze des Waffenmagazins angesetzt und die Patronen werden aus dem Ladestreifen direkt in das Kastenmagazin der Waffe von oben eingeschoben, bzw. abgestreift. Dabei muss sich der die Patronen nach unten drückende Daumen möglichst nahe am Ladestreifen befinden, um eine Selbsthemmung der Patronen zu vermeiden. Die Patronen sind jetzt im Magazin, der Ladestreifen wird aus der Führung gezogen und nach dem Ladevorgang also nicht mehr benötigt. Bei einigen Waffen, wie z. B. dem Karabiner 98k, ist das Herausziehen nicht notwendig. Ladestreifen kommen sowohl bei Waffen mit fest verbautem Magazin (Bsp.: die namensgebenden Mauser-Waffen wie dem 98k oder die Pistole Mauser C96) zum Einsatz, als auch zum Befüllen abnehmbarer Magazine, wie sie bei vielen modernen automatischen Handfeuerwaffen üblich sind (z. B. AK-74). Waffen mit integriertem oder eingesetztem Wechselmagazin können auch ohne Ladestreifen mit Einzelpatronen nachgefüllt werden. Einige Wechselmagazine, z. B. das der Beretta BM 59, können im eingesteckten Zustand per Ladestreifen geladen werden.
Mannlicher-Laderahmen bzw. en-bloc clipssind im Gegensatz zu stripper clips zum Laden und Benutzen der Waffe unverzichtbar, da sie bis zu einem gewissen Maße in der Waffe die Funktion des Magazins, d. h. die (Zu-)Führung der Patronen, übernehmen. Diese Art Laderahmen wird komplett mit den Patronen in die Waffe geschoben, verbleibt auch während der Schussabgabe dort und hält die Patronen in der Waffe. Diese werden durch einen im Magazinschacht der Waffe angebrachten federbelasteten Zubringer nach oben geführt. Erst beim letzten Schuss fällt der geleerte Laderahmen durch eine Öffnung unten an der Waffe heraus (namensgebend: Gewehre des Systems Mannlicher, z. B. Modell 1895) oder wird nach oben ausgeworfen (M1 Garand). Ohne Laderahmen können diese Waffen nur als Einzelschusswaffen verwendet werden, nach jedem Schuss muss die Patrone von Hand direkt ins Patronenlager eingesetzt werden.
Lee-Ladestreifensind ein seltener Zwischentyp und kamen, entwickelt von James Paris Lee, nur im Gewehr M1895 Lee Navy zum Einsatz. Wie Ladestreifen des Mannlicher-Typs werden sie mit den Patronen in die Waffe geladen, ersetzen aber nicht das Magazin und fallen noch vor Abgabe des ersten Schusses aus der Waffe.

### Ladestreifen

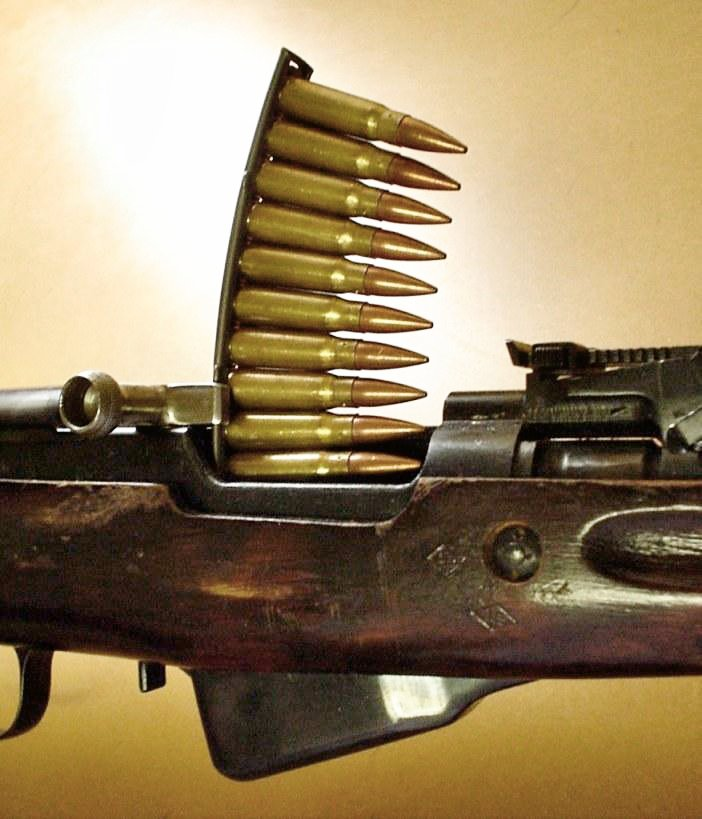
SKS
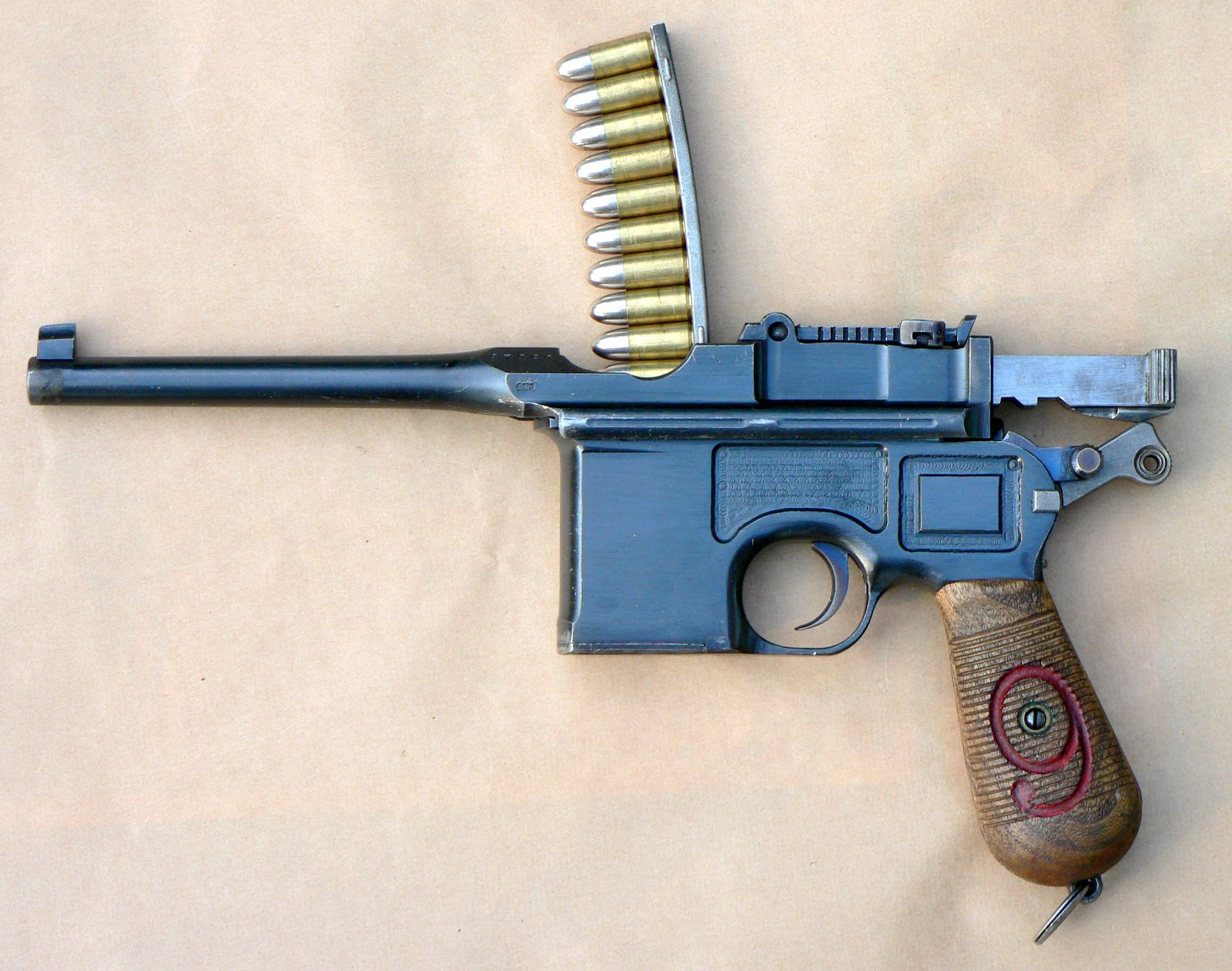
Mauser C96
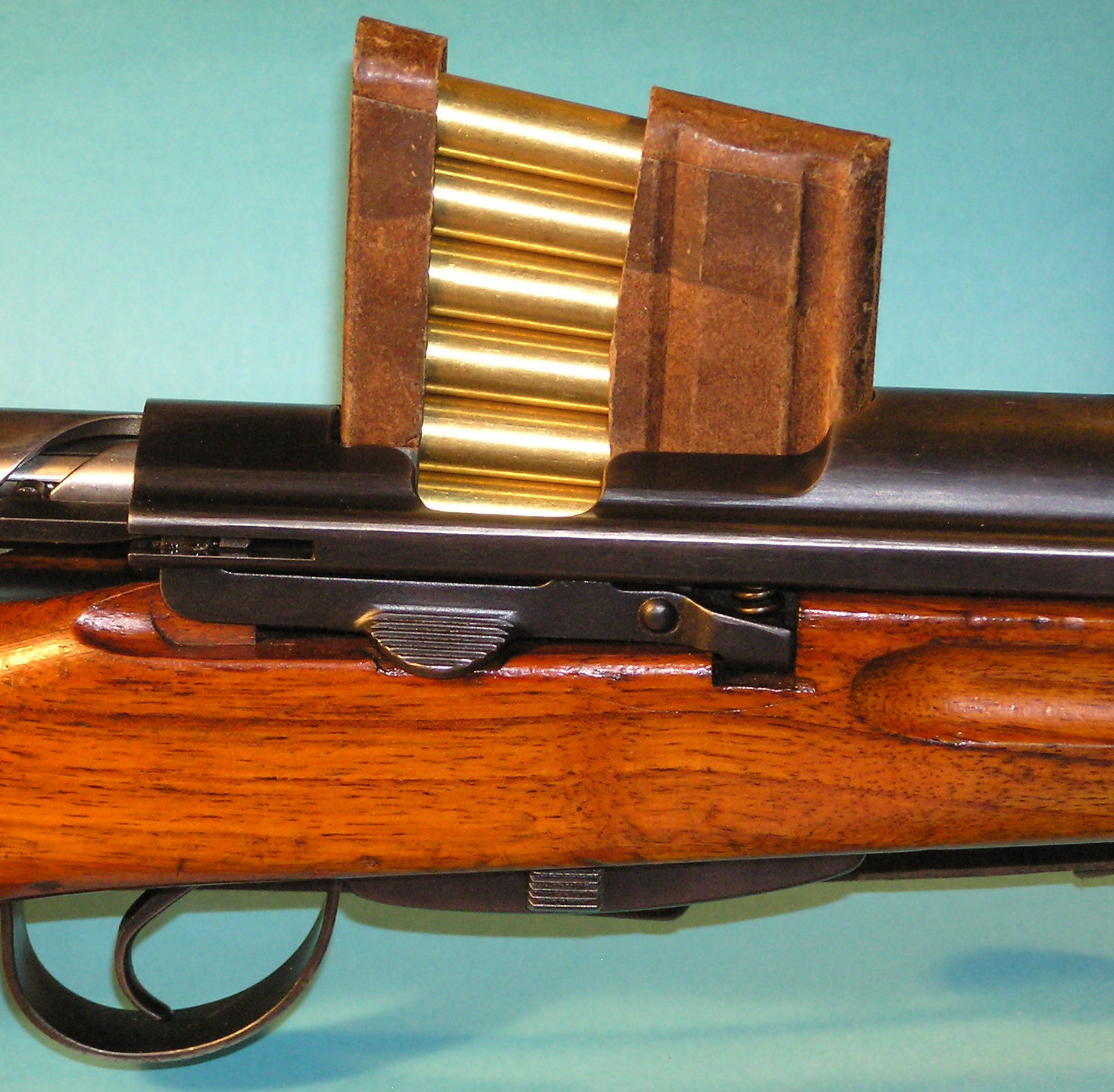
Karabiner 31 mit aufgesetztem Ladestreifen
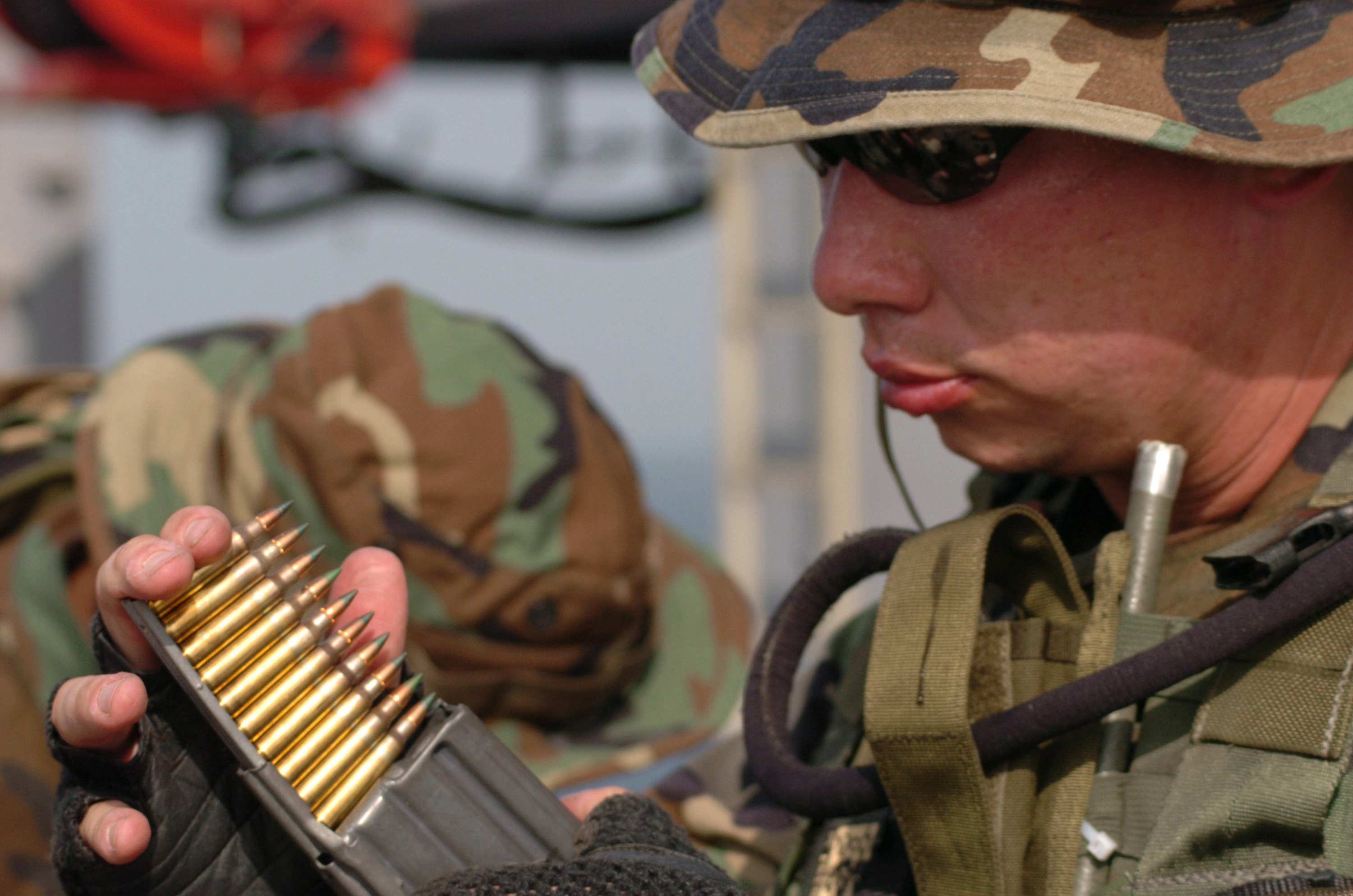
STANAG-Magazin wird durch ein STANAG-Ladestreifen befüllt

### Laderahmen

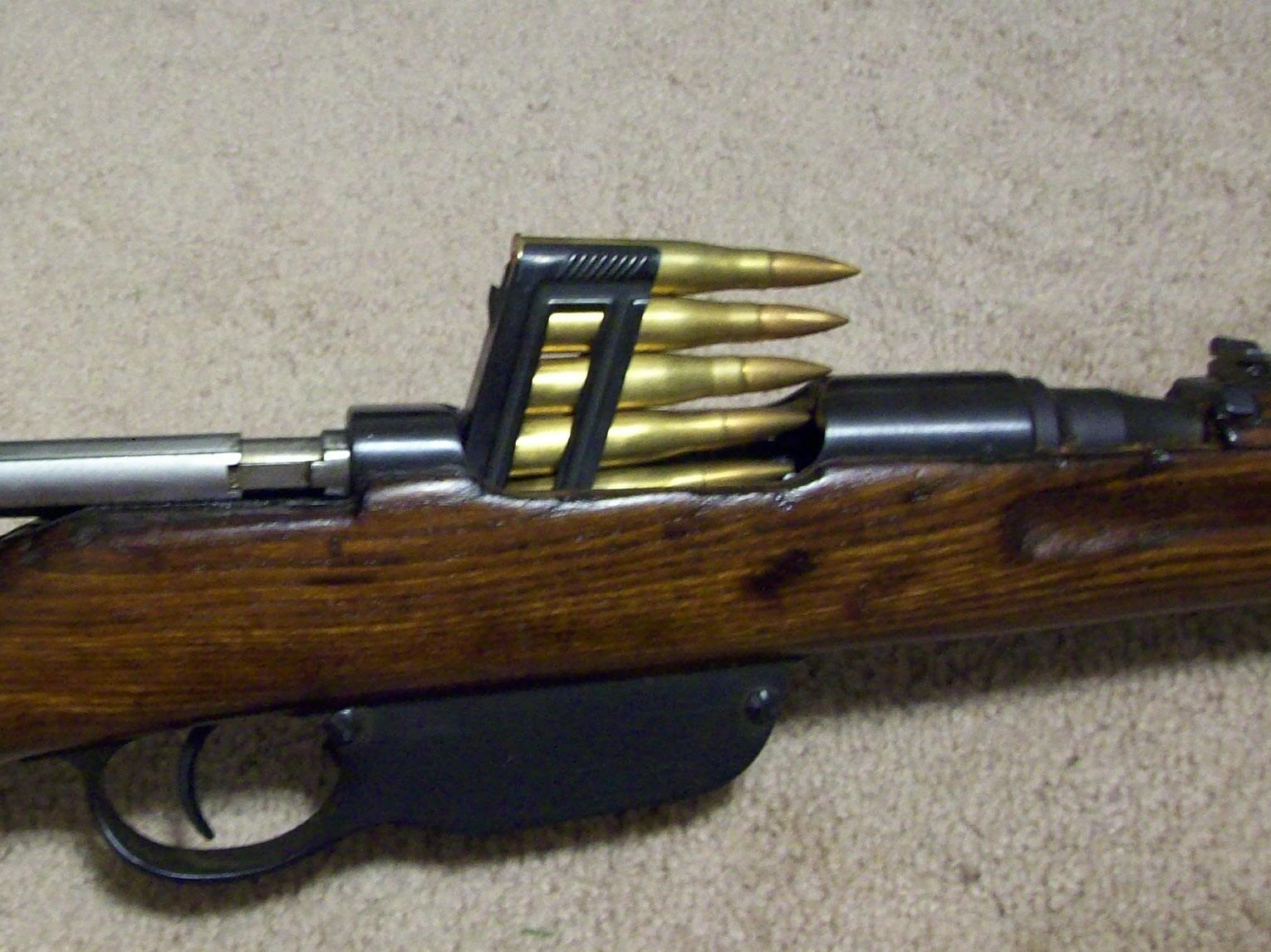
Laderahmen Mannlicher Modell 1895/30
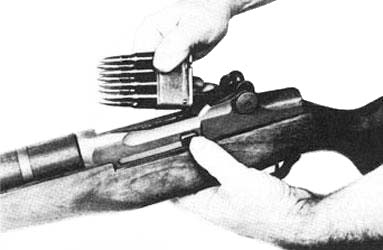
M1 Garand-Rifle
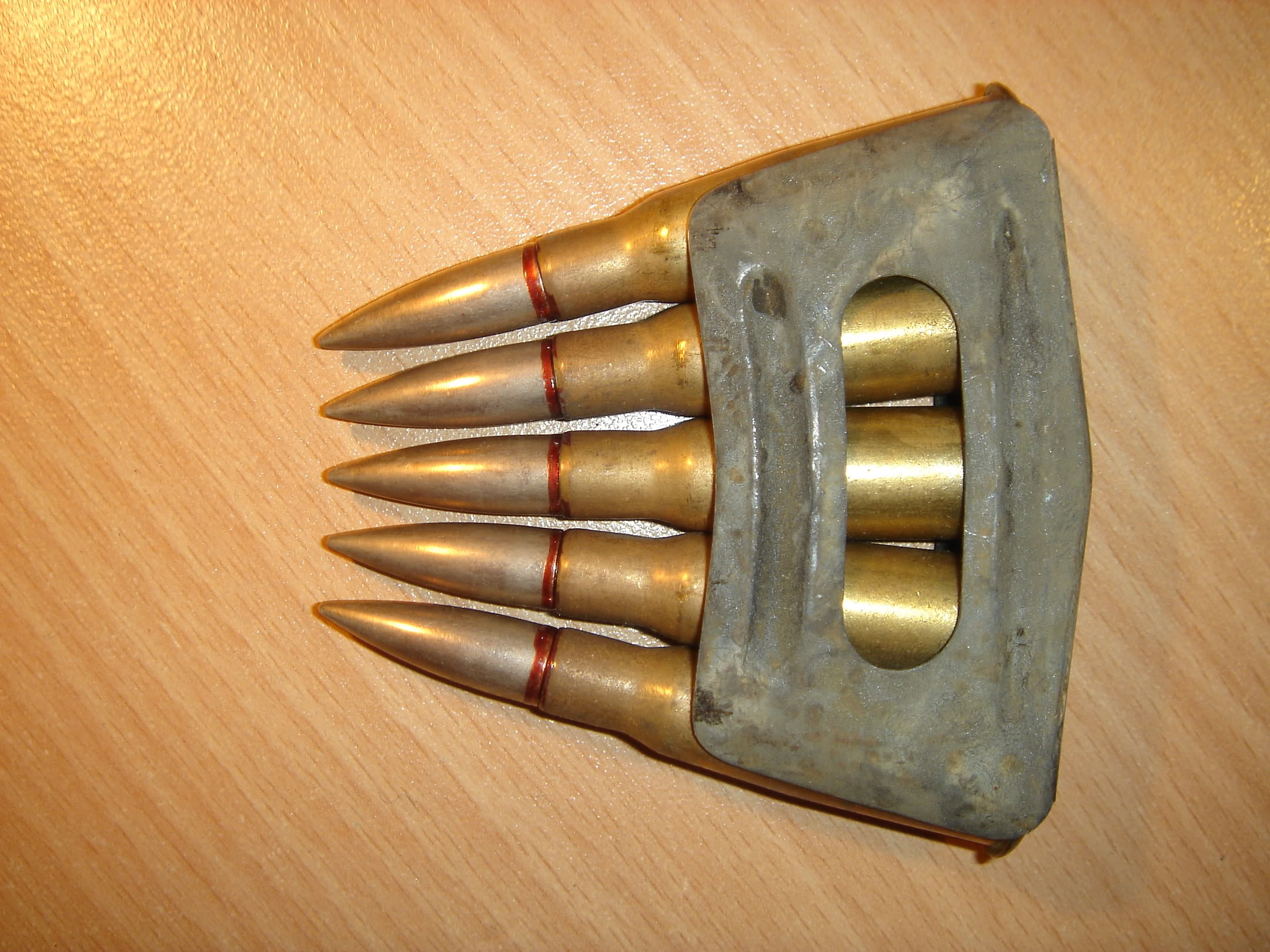
5 Schuss Mannlicher Laderahmen, verwendet in Berthier-Gewehren

## Revolver
Von Gasser wurde 1902 ein Patent angemeldet, welches das Laden von Revolvern vereinfachte:
- Patent  AT9999B: Kreisbündelpaket für Patronen. Veröffentlicht am 25. November 1902, Anmelder: Rast & Gasser (Wien).‌
(Konstruktionszeichnungen Fig. 1–5 auf Seite 4 in der Patentschrift)

Für Revolver gibt es Systeme, die als „Speedloader“ und „(Half) Moon Clips“ bezeichnet werden.
Speedloaderhaben eine ähnliche Funktion wie Mauser-Ladestreifen bzw. stripper clips. Ein Speedloader hält eine passende Anzahl von Patronen in der Stellung, dass sie einfach auf die Trommel eines Revolvers aufgesetzt werden können. Die Patronen werden dann mechanisch freigegeben und rutschen in die Trommel, der Speedloader kann entfernt werden. Wie der Name sagt, dienen Speedloader allein der Beschleunigung des Ladevorgangs und sind nicht zwingend notwendig.
(Half) Moon clipshaben eine ähnliche Funktion wie Mannlicher-Ladestreifen bzw. en-bloc clips. Hierbei wird entweder eine vollständige oder halbe (Half moon clips) Trommelladung an Patronen durch ein dünnes Bauteil gehalten. Moon clips werden vor allem benutzt, um randlose Patronen – zumeist ursprünglich für Pistolen entwickelte Kaliber – in der Trommel zu halten. Da sie, anders als Randpatronen, nicht durch die Bauart ihrer Hülse in der Revolvertrommel fixiert sind, müssen die clips im Revolver verbleiben und die Patronen in der Trommel halten. Ein Beispiel ist der Revolver M1917, der für das randlose Pistolenkaliber .45 ACP eingerichtet ist und deswegen nur mit moon clips geladen und benutzt werden kann. Bei einigen Revolvern sind sehr ähnliche Systeme strukturell in die Konstruktion der Waffe integriert, beispielsweise beim Mateba MTR.

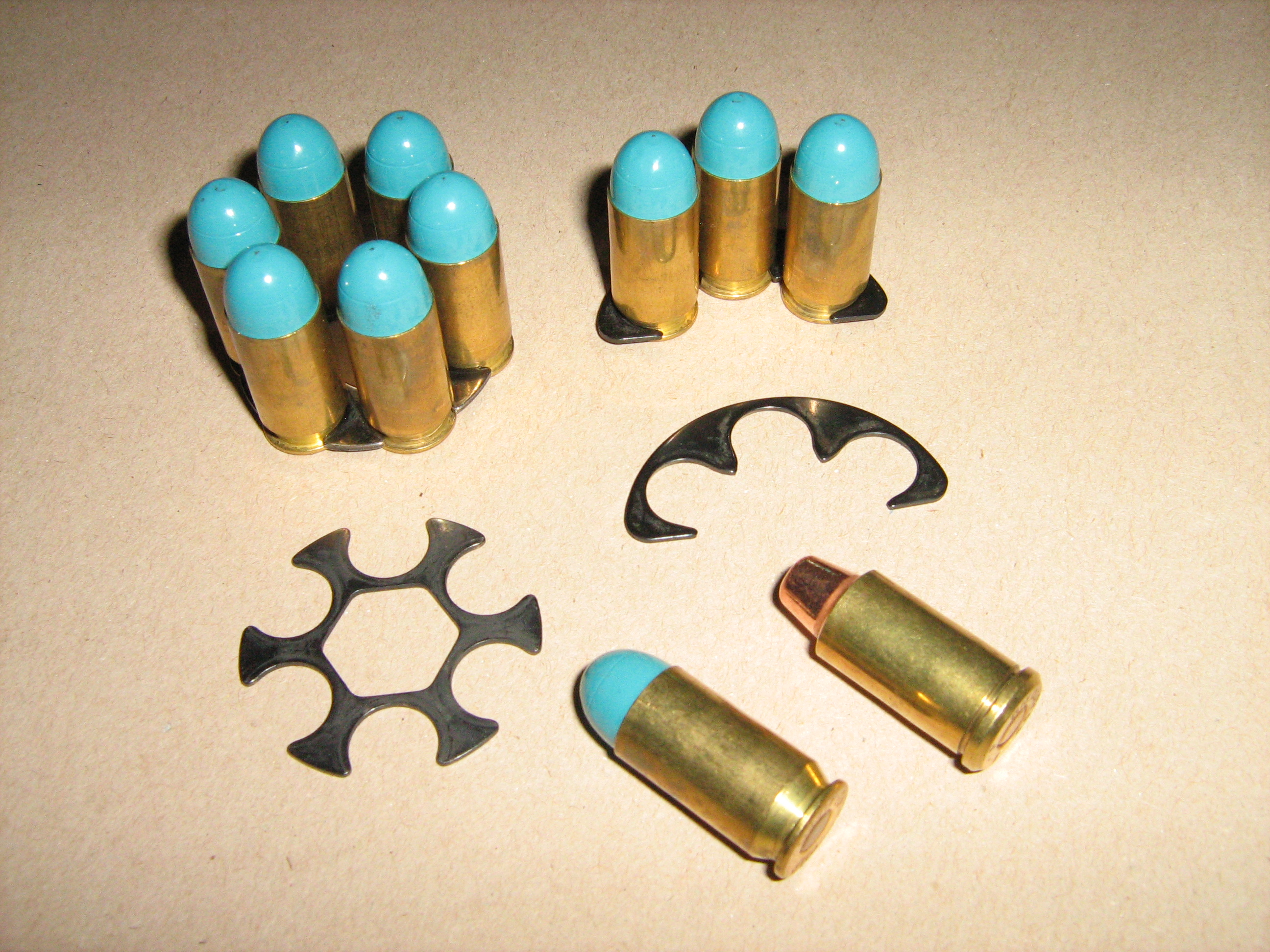
Moon und half-moon clips (6 Schuss in .45 ACP)